# Konfidensintervall

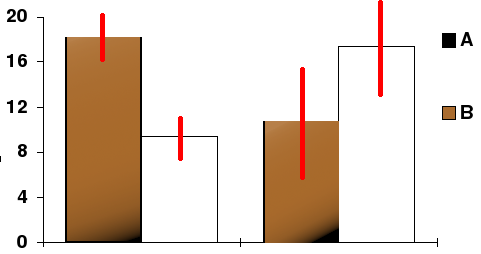
Staplarna anger observerade väntevärden och det röda linjesegmentet representerar konfidensintervallet som innesluter dem.

Konfidensintervall är inom matematisk statistik en skattning av osäkerheten associerad med skattningar av populationsparametrar som har tagits fram med hjälp av stickprovsdata. Konfidensintervallet bestäms för en given konfidensgrad. Exempelvis kan ett konfidensintervall bestämmas för konfidensgraden 95 % vilken bestäms i förväg av användaren.
För att förstå innebörden av det som konfidensintervallet anger, betrakta en population för vilken man vill skatta någon förbestämd parameter utifrån stickprovsdata. Den givna populationen kommer att samplas upprepade gånger, varpå intervallskattningar för den givna parametern bestäms. Då är konfidensintervallet det intervall som kommer att innesluta populationsparametern för den andel av samplingarna som bestäms av konfidensgraden. Exempelvis om konfidensgraden är 95 % kommer konfidensintervallet innesluta populationsparametern 95 % av samplingarna.
Ett ensidigt konfidensintervall kommer att begränsa populationsparametern från ett håll, antingen från ovanifrån eller underifrån. Detta erbjuder alltså antingen en övre eller undre begränsning för populationsparameterns magnitud. Ett tvåsidigt konfidensintervall innesluter populationsparametern både ovanifrån och underifrån. 

## Definition
Ett konfidensintervall för en populationsparameter {\displaystyle \theta } är ett stokastiskt intervall {\displaystyle I(X_{1},...,X_{n})} som täcker {\displaystyle \theta } med en given sannolikhet:
{\displaystyle P(\theta \in I(X_{1},...,X_{n}))=1-\alpha .}
Där {\displaystyle 1-\alpha } är konfidensgraden.

## Konfidensintervall för olika fördelningar

### Normalfördelning
Antag att {\displaystyle X\sim N(\mu ,\sigma ^{2})}, att {\displaystyle \mu } är okänt, samt att {\displaystyle \sigma ^{2}} är känt. Då ges konfidensintervallet för {\displaystyle \mu } med {\displaystyle n} stickprov av
{\displaystyle I_{\mu }=\left({\bar {x}}-{\frac {\lambda _{\alpha /2}\sigma }{\sqrt {n}}},{\bar {x}}+{\frac {\lambda _{\alpha /2}\sigma }{\sqrt {n}}}\right).} 

### Binomialfördelning
Låt {\displaystyle X\sim Bin(n,p)} samt antag att {\displaystyle n} är givet. Antag också att {\displaystyle n} är stor så att man kan använda normalapproximationen. {\displaystyle p*=X/n} är approximativt normalfördelad med väntevärdet {\displaystyle p} och standardavvikelsen {\displaystyle {\sqrt {p(1-p)/n}}}. Konfidensintervallet för {\displaystyle p} som beror på bara en observation ges av
{\displaystyle I_{p}=(p_{obs}^{*}-\lambda _{\alpha /2}d,p_{obs}^{*}+\lambda _{\alpha /2}d),}
där
{\displaystyle d={\sqrt {p_{obs}^{*}(1-p_{obs}^{*})/n}}.} 

### Poissonfördelning
För en Poissonfördelning {\displaystyle Po(\mu )} anges konfidensintervallet för {\displaystyle \mu } som beror på bara en observation av
{\displaystyle I_{\mu }=(\mu -\lambda _{\alpha /2}{\sqrt {\mu }},\mu +\lambda _{\alpha /2}{\sqrt {\mu }}).}
Dess konfidensgrad är approximativt {\displaystyle 1-\alpha } och approximationen är bättre ju större {\displaystyle \mu } är. 

## Tolkning
En av de mest uppenbara svårigheterna med konfidensintervall ligger i hur man tolkar det som konfidensuttalandet säger. Exempelvis, ett 95 % konfidensintervall för en andel innebär inte att sannolikheten för att populationsandelens värde ska ligga innanför det givna konfidensintervallet är lika med 0,95. 95 % konfidens refererar istället till den förväntade andelen av ett sådant intervall som innehåller populationsvärdet, om man fler gånger tog slumpmässiga stickprov av samma storlek från samma population under identiska villkor. 